# 야 (음료수)
《야》(영어: Ya)는 삼성제약공업에서 제조한 대한민국 최초의 졸음 해소 음료이다. 주요 소비층은 밤샘 일이 많은 직장인 혹은 수험생이며, 한번 마실 경우 5시간 동안 졸음 해소의 효과가 있다.

## 주요 성분
과라나(Guarana), 홍삼, 로얄제리, 구기자, L-카르티닌, 니코틴산 아미드, 비타민 B군 등이 포함되어 있다. 특히 과라나는 졸음 해소에 좋은 카페인이 포함되어 있으며, 이는 일반 커피나 홍차에 들어있는 카페인과는 다르게 신경을 자극하지 않는다.
그러나 미국의 논문(2008년도)에 따르면, 시판되는 음료의 과라나 함량이 치료효과나 카페인의 부작용(불면증, 신경과민, 두통, 빈맥, 발작)을 일으키기에 적은 용량일 뿐이라고 기술하고 있으므로 함량이 높은 Ya의 경우 과량 복용이 괜찮다고는 할 수는 없다.

## 종류
현재 일반용(총 용량 : 230ml), 캔(총 용량 : 250ml) 등 총 두 가지 종류로 시중에 출시되어 있다.